# Тина Мазе
Тина Мазе (на словенски: Tina Maze) е бивша словенска състезателка по ски алпийски дисциплини. Двукратна олимпийска шампионка на игрите в Сочи 2014, четирикратна световна шампионка и носителка на Световната купа за сезон 2012/13. Тина Мазе е първата в историята на Словения шампионка на зимни олимпийски игри. Най-успешно се представя в гигантския слалом. Има победи в състезания за Световната купа във всичките пет дисциплини в съвременните алпийски ски. Шест пъти е обявявана за спортистка на годината в Словения (2005, 2010, 2011, 2013, 2014 и 2015).
Първият ѝ старт за Световната купа на 2 януари 1999 година на състезание по гигантски слалом в Марибор. Пропуска сезон 2015/16 и на 20 октомври 2016 г. в Зьолден обявява, че се оттегля от спорта. Последното ѝ участие е отново в Марибор на 7 януари 2017.

## Състезателна кариера

### Световна купа
Тина Мазе има 26 победи за Световната купа. Първата си победа печели на 26 октомври 2002 г. в Зьолден, Австрия. 81 пъти завършва сред първите три в състезания за Световната купа.

### Олимпийски игри и световни първенства
Участва в 4 зимни олимпийски игри – в Солт Лейк Сити през 2002 (в гигантския слалом), Торино 2006 (в гигантския и супер-гигантския слалом), Ванкувър 2010 (във всички дисциплини) и Сочи 2014. Във Ванкувър печели сребърните медали в гигантския и супер-гигантския слалом. В Сочи печели златен медал в спускането поделен с швейцарката Доминик Гизин.
Участва в 8 световни първенства – в Санкт Антон, Швейцария, през 2001 г., в Санкт Мориц, Швейцария, през 2003 г. (пето място в гигантския слалом), в Санта Катерина, Италия, през 2005, в Оре, Норвегия през 2007, във Вал д'Изер, Франция през 2009 г. (сребърен медал в гигантския слалом), в Гармиш-Партенкирхен, Германия, през 2011 г. (златен медал в гигантския и сребърен в супер-гигантския слалом), в Шладминг, Австрия през 2013 (златен медал в супер-гигантския слалом и сребърни в гигантския и комбинацията) и в Бийвър Крийк, САЩ през 2015 (златни медали в спускането и комбинацията и сребърен в супер-гигантския слалом).